# Bělotín (železniční zastávka)
Bělotín je železniční zastávka (dříve i hradlo), která se nachází v obci Bělotín v okrese Přerov. Leží v km 217,446 elektrizované dvoukolejné železniční trati Přerov–Bohumín mezi stanicemi Hranice na Moravě a Polom.

## Historie
Trať procházející zastávkou byla zprovozněna 1. května 1847, ale zastávka s tehdejším názvem Bölten byla otevřena až 15. října 1880. Po roce 1918 se používalo české označení Bělotín, výjimkou byla léta 1938 až 1945, kdy zastávka nesla německé pojmenování Deutsch Bölten.
Zastávka prošla přestavbou s úpravou stávajícího podchodu během modernizace traťového úseku Hranice na Moravě – Studénka, která probíhala v letech 2001 až 2004.
Na konci roku 2009 byl v zastávce ukončen prodej jízdenek a současně s tím byla uzavřena výpravní budova s čekárnou.

## Popis zastávky

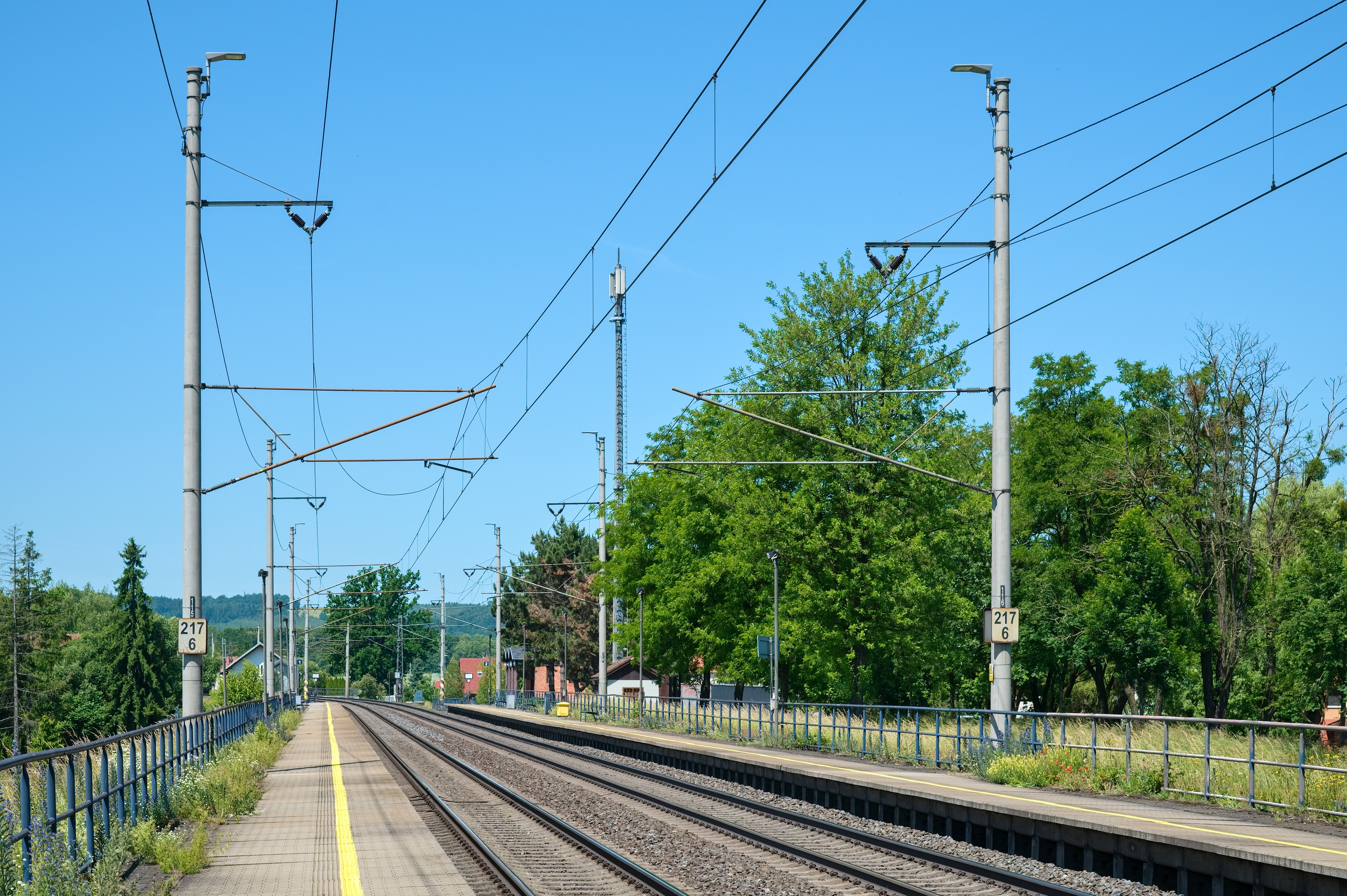
Celkový pohled na zastávku

Zastávkou procházejí dvě traťové koleje, u kterých jsou zřízena vnější nástupiště, obě o délce 190 m a s výškou nástupní hrany 550 mm nad temenem kolejnice. Obě nástupiště jsou mimoúrovňově propojena. V zastávce je cestujícím k dispozici přístřešek, budova je uzavřena.
Cestující jsou o jízdách vlaků informováni pomocí akustického zařízení INISS, které obsluhuje operátor z Centrálního dispečerského pracoviště Přerov, případně pohotovostní výpravčí ze stanice Ostrava–Svinov.